# Володимировське сільське поселення (Ростовська область)
Володимировське сільське поселення — муніципальне утворення у Красносулинському районі Ростовської області.
Адміністративний центр поселення — станиця Володимировська.
Населення - 2633 осіб (2010 рік).

## Географія
Володимировське сільське поселення утворено 1 січня 2006 року, адміністративним центром визначена станиця Володимирівська.

## Адміністративний устрій
До складу Володимирівського сільського поселення входять:
- станиця Володимировська - 1108 осіб (2010 рік),
- хутір Велика Федоровка - 797 осіб (2010 рік),
- хутір Мала Федоровка - 188 осіб (2010 рік),
- хутір Мале Зверєво - 308 осіб (2010 рік),
- хутір Русько-Прохоровський - 232 особи (2010 рік).